# Championnat de Djibouti de football 2022-2023
Navigation
Edition précédente Edition suivante
La saison 2022-2023 du Championnat de Djibouti de football est la 33e édition du championnat de première division nationale. Les dix clubs engagés sont regroupés au sein d'une poule unique où ils s'affrontent à deux reprises au cours de la saison. À l'issue du championnat, les deux derniers du classement final sont relégués et remplacés par les deux meilleurs clubs de Division 2.
C'est le CF Garde Républicaine/SIAF qui remporte la compétition cette saison après avoir terminé en tête du classement final. Il s'agit du deuxième titre de champion de Djibouti de l'histoire du club.

## Participants
- AS Ali Sabieh
- AS Port
- AS Arta/Solar7
- CF Garde Républicaine/SIAF
- Dikhil Football Club
- AS Gendarmerie Nationale
- ACS Hayableh
- SDC Group - Promu de Division 2
- Q5/Nourie Transit - Promu de Division 2
- Police Nationale - forfait en début de saison

## Compétition

### Classement
Le classement est établi sur le barème de points classique (victoire à 3 points, match nul à 1, défaite à 0). Pour départager les égalités, on tient d'abord compte de la différence de buts générale, puis du nombre de buts marqués, puis des confrontations directes.
| Rang | Équipe                     | Pts | J  | G  | N | P  | Bp | Bc | Diff |
| ---- | -------------------------- | --- | -- | -- | - | -- | -- | -- | ---- |
| 1    | CF Garde Républicaine/SIAF | 39  | 16 | 13 | 0 | 3  | 33 | 17 | +16  |
| 2    | ASAS Djibouti Télécom      | 37  | 16 | 12 | 1 | 3  | 40 | 13 | +27  |
| 3    | AS Arta/Solar7 T,C         | 30  | 16 | 9  | 3 | 4  | 38 | 20 | +18  |
| 4    | AS Port                    | 30  | 16 | 9  | 3 | 4  | 26 | 17 | +9   |
| 5    | ACS Hayableh               | 21  | 16 | 6  | 3 | 7  | 16 | 20 | -4   |
| 6    | Dikhil Football Club       | 16  | 16 | 4  | 4 | 8  | 22 | 30 | -8   |
| 7    | AS Gendarmerie Nationale   | 11  | 16 | 1  | 8 | 7  | 16 | 23 | -7   |
| 8    | SDC Group P                | 11  | 16 | 2  | 5 | 9  | 12 | 30 | -18  |
| 9    | Q5/Nourie Transit P        | 6   | 16 | 1  | 3 | 12 | 12 | 30 | -18  |
| 10   | Police Nationale           | 0   | 0  | 0  | 0 | 0  | 0  | 0  | 0    |

|  | Qualification pour la Ligue des champions de la CAF 2023-2024                     |
|  | Qualification pour la Coupe de la confédération 2023-2024                         |
|  | Relégation en Division 2                                                          |
|  | T : Tenant du titre C : Vainqueur de la Coupe de Djibouti P : Promu de Division 2 |

- Le champion CF Garde Républicaine/SIAF n'a pas de licence pour disputer la Ligue des Champions, la place est redistibuée au dauphin, ASAS Djibouti Télécom.

## Bilan de la saison
| Championnat de Djibouti de football 2022-2023 |                                       |
| Champion                                      | CF Garde Républicaine/SIAF (2e titre) |
| Coupes et trophées                            |                                       |
| Vainqueur de la Coupe de Djibouti 2022-2023   | AS Arta/Solar7                        |
| Qualifications continentales                  |                                       |
| Ligue des champions de la CAF 2023-2024       | AS Ali Sabieh                         |
| Coupe de la confédération 2023-2024           | AS Arta/Solar7                        |
| Promotions et relégations                     |                                       |
| Promus en Division 1                          | CDC/Q7                                |
| Promus en Division 1                          | Garde Côtes                           |
| Relégués en Division 2                        | Q5/Nourie Transit                     |
| Relégués en Division 2                        | Police Nationale                      |